# LEVEL 4 (曲)
「LEVEL 4」（レベル・フォー）は、1997年4月21日にリリースされたT.M.Revolutionの4枚目のシングル。発売元はアンティノスレコード。2009年3月25日にはマキシシングルとしてエピックレコードから再発売された。

## 概要
- PlayStation用ゲームソフト『モータートゥーン・グランプリUSAエディション』CMソングに使用。
- オリコンチャートにおいては初登場30位であったものの35週に渡りチャートインするロングセラーとなり、最高位18位、累計売上42.7万枚（オリコン調べ）を記録した[1]。
- タイトル中にある「4」は、今作が4枚目のシングルであることからきている。また、前作のアルバム『restoration LEVEL→3』の続編という意味も込められている。
- なお『restoration LEVEL→3』と共に、ウイルスの危険度を示すバイオセーフティーレベルに準えたタイトルである。
- 『restoration LEVEL→3』と同時期にレコーディングされたが、アルバム収録曲はライブで育ったもので成り立っているのに対し、この曲はレコーディングから入ったため収録されなかった。
- 2002年にT.M.R.が浅倉大介のプロデュースを離れて以来、西川が行うライブアレンジには徹底して浅倉のサンプリングした音色を消す傾向にあるが、その中でこの曲のイントロはライブでも聴けることが多かった。
- MVには、今作が発売された1997年12月に起きた「ポケモンショック」[2]に似た映像効果が含まれている。そのためか、2006年に発売されたミュージック・ビデオ集『10th Anniversary Complete Visual Collection of T.M.Revolution『1000000000000』-billion-』に収録されているこの曲のMVは、間奏に入る直前までの収録となっておりその後はカットされている。その後T.M.Revolutionの公式YouTubeチャンネルには後半がカットされていないフルサイズで公開されているが、いずれも視聴の際には部屋を明るくしなるべく画面から離れて視聴することが重要である。

## 収録曲
| 全作詞: 井上秋緒、全作曲・編曲: 浅倉大介。 |                                      |           |            |            |      |
| #                                          | タイトル                             | 作詞      | 作曲・編曲 | 出版社     | 時間 |
| 1.                                         | 「LEVEL 4」                          | 井上秋緒  | 浅倉大介   | ダーウィン | 3:41 |
| 2.                                         | 「LEVEL 4 ESPECIAL "MATT" Mix」      | 井上秋緒  | 浅倉大介   | ダーウィン | 4:21 |
| 3.                                         | 「LEVEL 4 (original backing track)」 | 井上秋緒  | 浅倉大介   |            | 3:41 |
| 合計時間:                                  | 合計時間:                            | 合計時間: | 11:43      |            |      |

## 収録アルバム
- triple joker（#1,LEVEL→V MIX）
- DISCORdanza Try My Remix 〜Single Collections（#1,Ground Zero I-Mix）
- DAynamite Mix Juice1-you know beat?-（#1,KH-R Jr EURO SOLUTION MIX）
- B★E★S★T（#1）
- 1000000000000（#1）
- UNDER:COVER 2（#1,セルフカバー）
- 2020 -T.M.Revolution ALL TIME BEST-（#1）